# Kwaliteitskrant
Een kwaliteitskrant is een term voor een krant die het imago (reputatie) heeft te streven naar berichtgeving met diepgang. Een dergelijke krant bericht veelal prominent over samenleving, politiek, religie, cultuur, wetenschap, kunst, literatuur, economie en in mindere mate sport. Artikelen in een kwaliteitskrant zijn niet per se neutraal.
Vroeger werden de Engelse 'kwaliteitskranten' gedrukt in een breed formaat (broadsheets). Halverwege de jaren 2000 stapte een aantal daarvan over op tabloidformaat, dat, vanwege de associatie met 'sensatiekranten', ook wel compact wordt genoemd.

## België
Tot de Belgische kwaliteitskranten worden doorgaans gerekend (in alfabetische volgorde):
- De Morgen
- De Standaard
- De Tijd
- La Libre Belgique

## Nederland
Tot de Nederlandse kwaliteitskranten worden doorgaans gerekend:
- NRC Handelsblad
- Het Parool (deze krant wordt er soms toe gerekend,[7] maar is eerder een regionaal dan een landelijk dagblad.)
- Trouw
- de Volkskrant
- Nederlands Dagblad
- Reformatorisch Dagblad